# Tanjung Agung (Pagar Alam Selatan)
Tanjung Agung is een bestuurslaag in het regentschap Pagar Alam van de provincie Zuid-Sumatra, Indonesië. Tanjung Agung telt 2208 inwoners (volkstelling 2010).